# Euproctis samarensis
Euproctis samarensis är en fjärilsart som beskrevs av W. Schultze 1910. Euproctis samarensis ingår i släktet Euproctis och familjen tofsspinnare. Inga underarter finns listade i Catalogue of Life.